# St. Johannes Baptist (Nabburg)

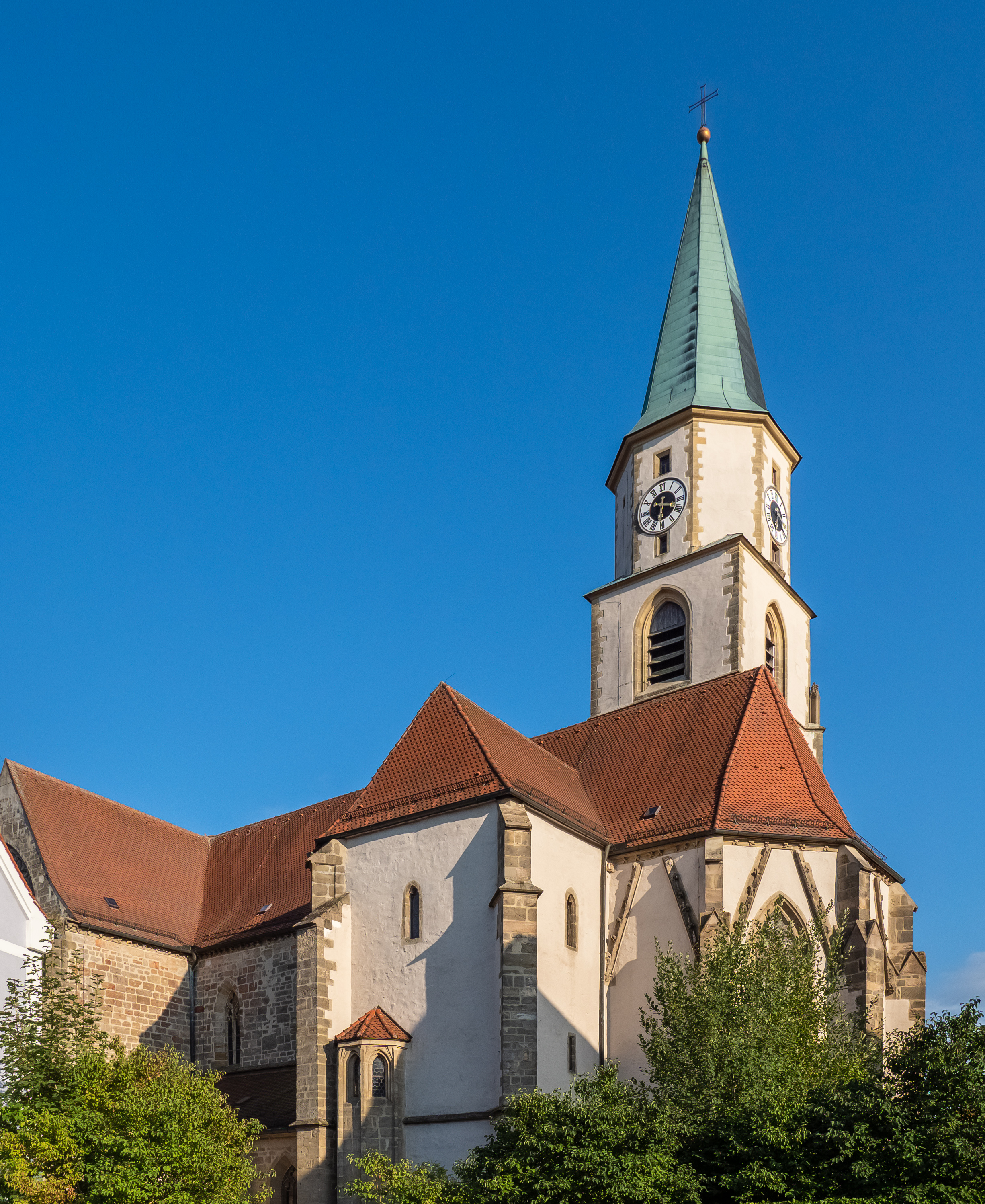
St. Johannes Baptist (Nabburg)

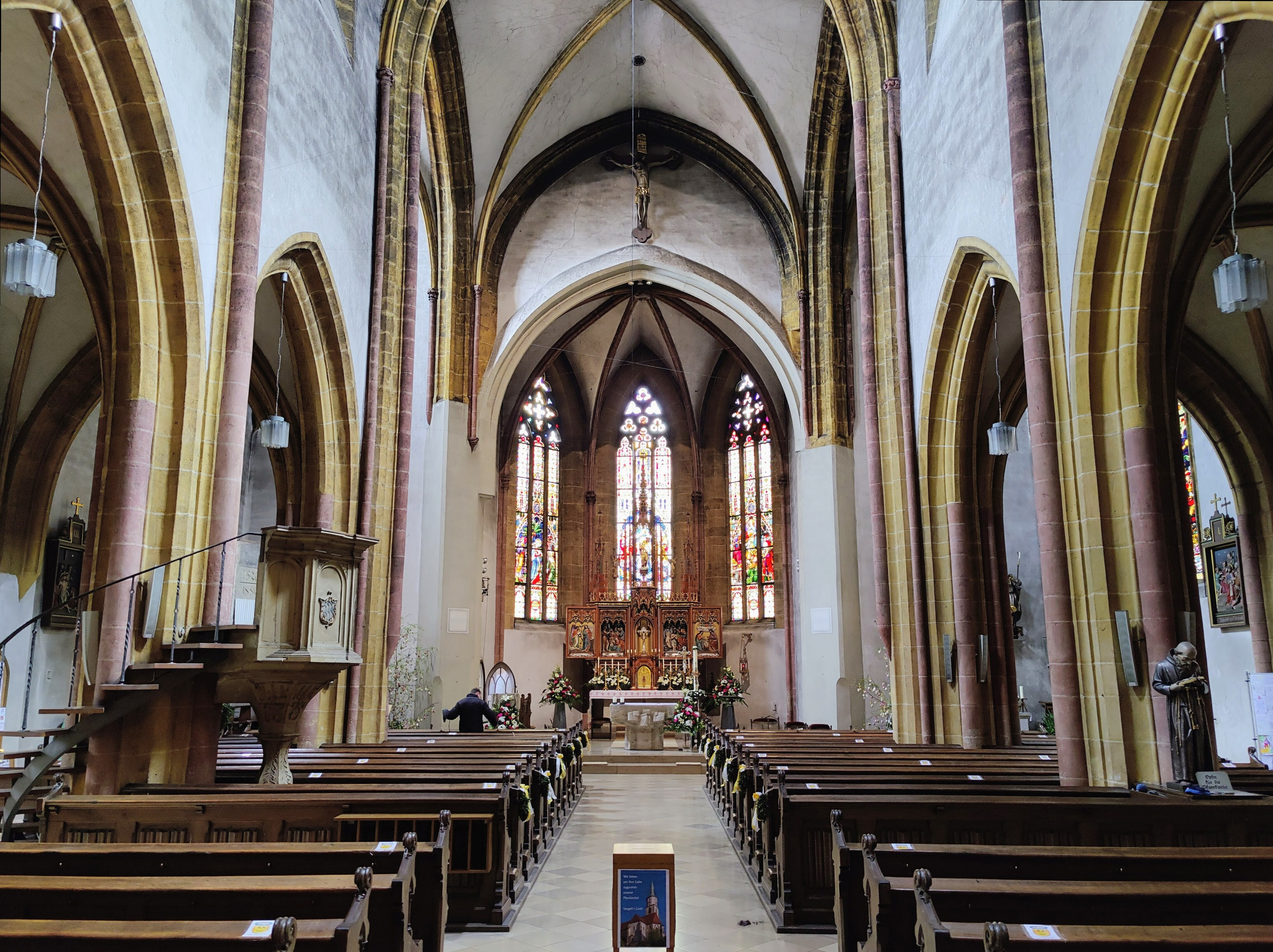
Innenansicht

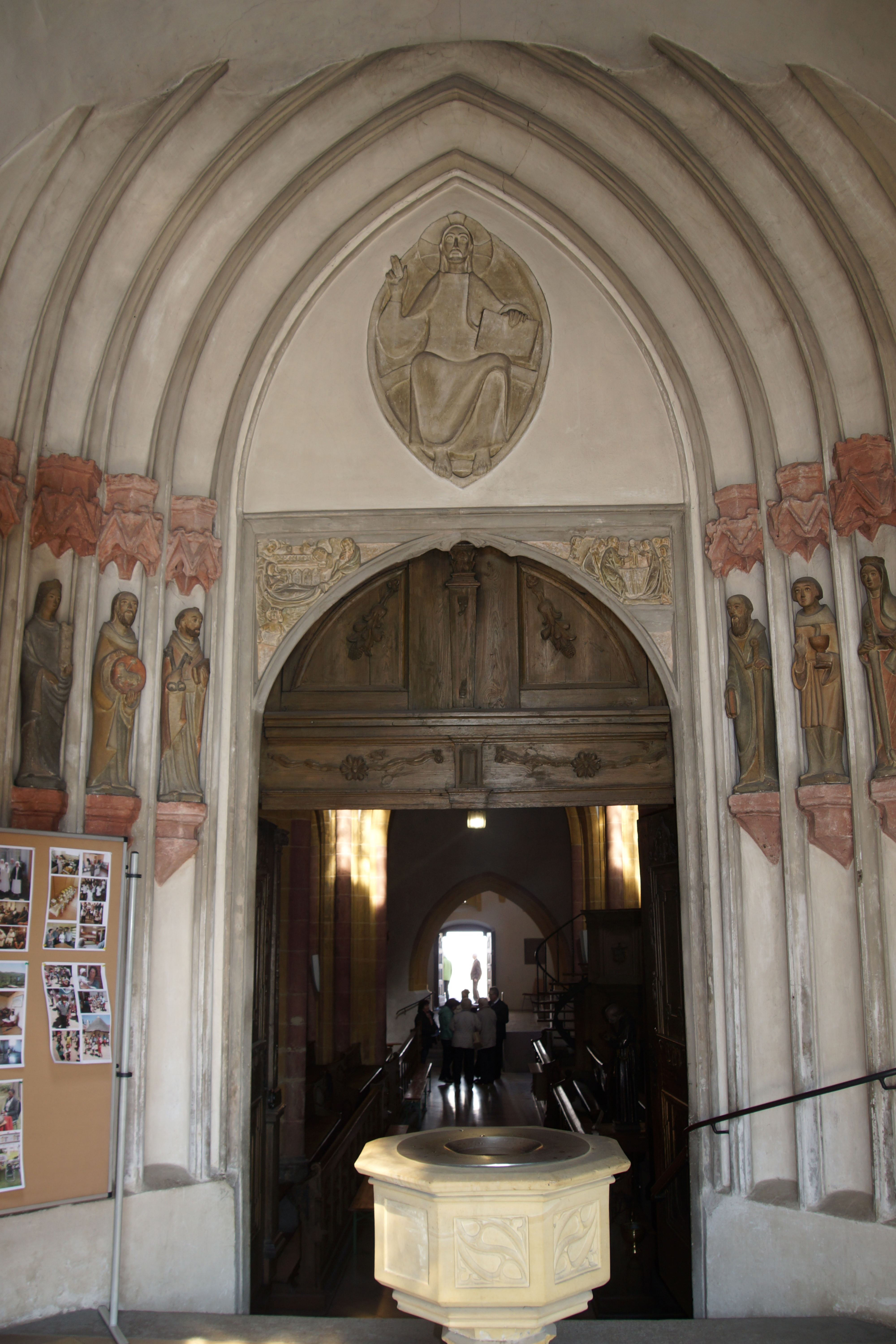
Portal in der Sebastianskapelle

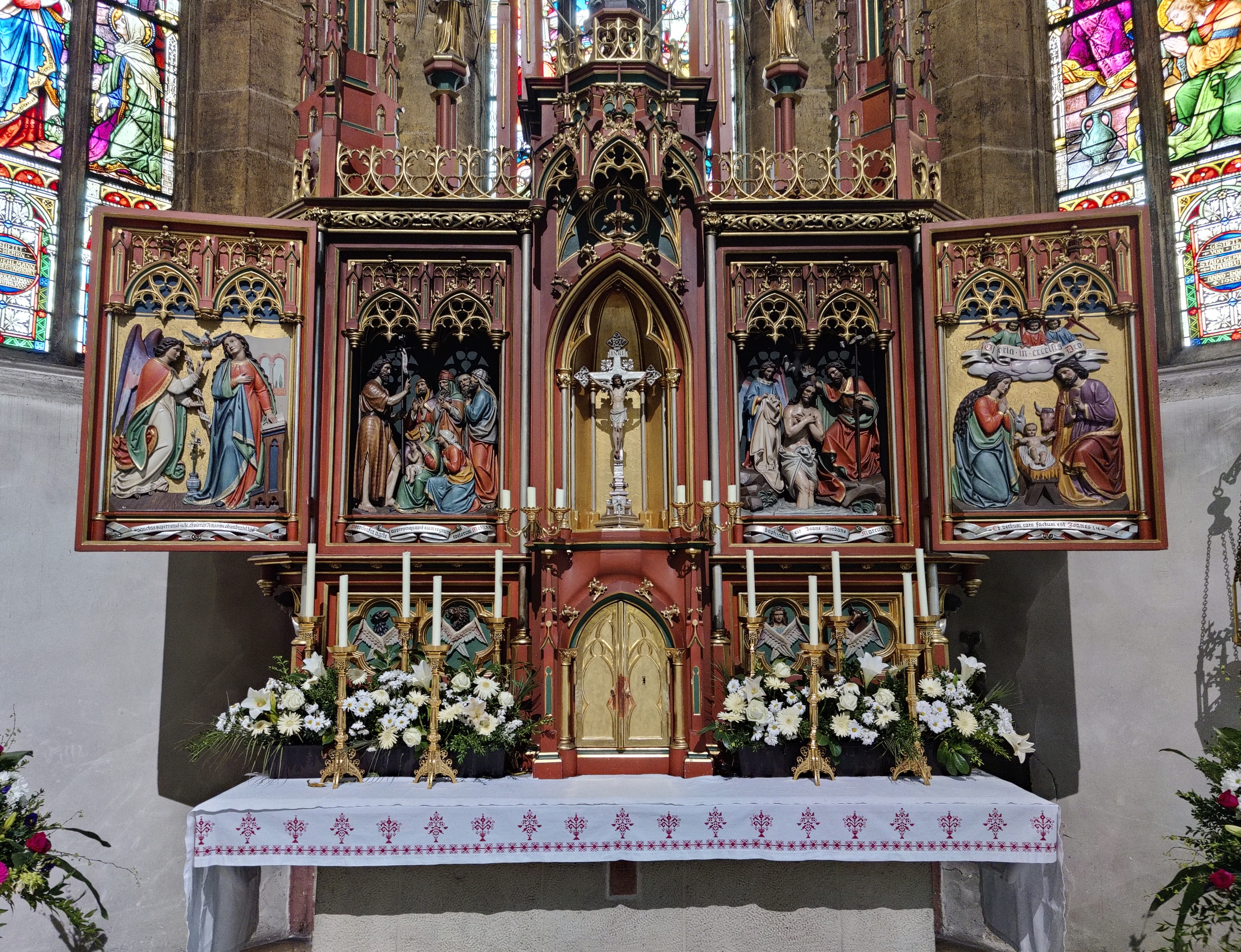
Altar

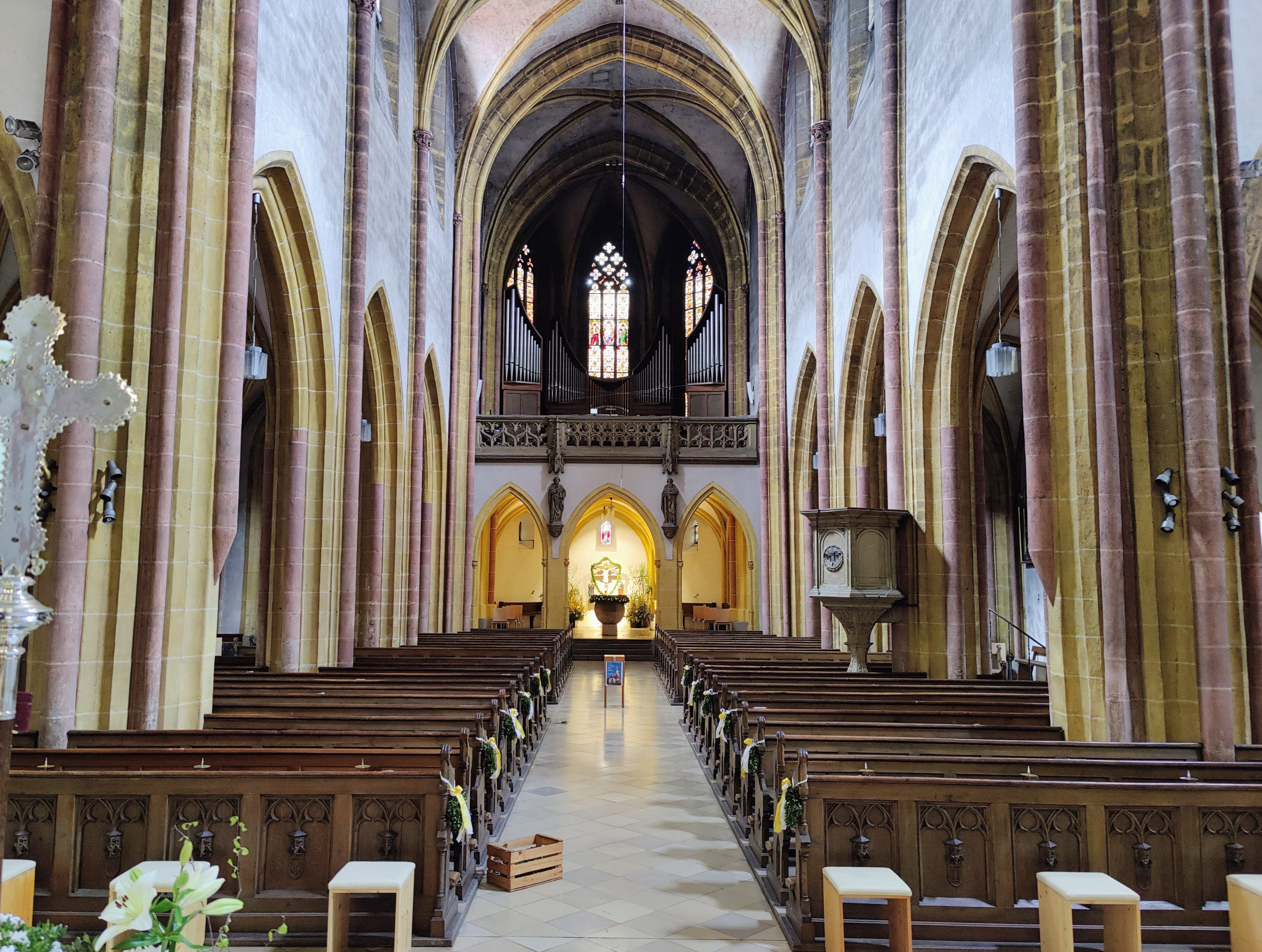
Blick zur Orgel

Die katholische Pfarrkirche St. Johannes Baptist ist eine gotische Basilika in Nabburg im Oberpfälzer Landkreis Schwandorf. Sie gehört zur Kirchengemeinde St. Johann Baptist Nabburg im Bistum Regensburg und beherrscht die Stadtsilhouette von Nabburg.

## Geschichte
Die Kirche in Nabburg liegt zwischen dem Markt und dem ehemaligen Schloss auf dem obersten Teil des steil zur Naab abfallenden Höhenzugs und ist durch eine Häuserzeile vom Markt getrennt.
Das bestehende Bauwerk wurde unter dem Einfluss des Regensburger Doms vermutlich vor 1300 begonnen und wahrscheinlich um 1359 vollendet. Trotz der einheitlichen Raumwirkung sind mehrere Bauphasen und Planänderungen an dem von Ost nach West errichteten Bauwerk zu erkennen. Ein romanischer Vorgängerbau, auf den die Doppelchörigkeit der bestehenden Anlage zurückgeführt werden könnte, ist bisher nicht nachgewiesen. Spätestens mit der Auflösung des Pfarrsitzes in Perschen seit 1419 wurde die Nabburger Kirche zur Pfarrkirche. Im 15. Jahrhundert wurden die Annakapelle im Norden als Taufkapelle und eine Westempore eingebaut. Im Jahr 1474 werden elf Altäre in der Kirche angegeben. Im Jahr 1536 stürzte der Nordturm ein und wurde nicht wieder aufgebaut; Teile des nördlichen Seitenschiffs wurden dabei ebenfalls zerstört.
Die Einführung der Reformation war von einem Bildersturm im Jahr 1576 begleitet, der die Vernichtung zahlreicher Kunstgegenstände mit sich brachte.
Im Jahr 1700 wurde vor dem Südportal die Sebastianskapelle erbaut. Um 1860 wurde auf Grund von Bauschäden eine Restaurierung erforderlich. Im Jahr 1898 wurde die barocke Ausstattung entfernt und durch eine neugotische Ausstattung ersetzt, die Altäre, Gestühl, die Kreuzwegstationen, eine steinerne Emporenbrüstung und Glasmalereien nach Entwürfen von Franz Xaver Zettler aus München umfasste; dabei wurde auch der Innenraum nach mittelalterlichem Befund gefasst. In den Jahren 1978–1981 wurde eine Innenrestaurierung durchgeführt, wobei die neugotische Ausstattung wieder aufgestellt und restauriert wurde.

## Architektur

### Äußeres
Die weitgehend einheitlich gotische, dreischiffige Basilika fällt durch die beiden Chöre im Osten und im Westen auf, die möglicherweise auf Anregungen aus Regensburg zurückzuführen sind. Der vermutlich ältere Ostchor wird vom Giebel des Hauptschiffes überragt. Von den über den westlichen Seitenschiffsjochen errichteten Türmen ist der südliche in sechs Geschosse mit abschließendem Oktogon und Spitzhelm gegliedert und blieb erhalten, während der Nordturm nach dessen Einsturz bis zur Traufe abgebrochen wurde. In Verbindung mit den Türmen und mit dem Querhaus ist ein kraftvoll gegliederter Baukörper über zentralisierendem Grundriss mit ausgeprägter Fernwirkung entstanden. Der Außenbau ist weitgehend verputzt, nur die reich mit Blendmaßwerk, Blattfriesen und Krabben verzierten Querhausstirnwände, Traufgesimse und Wimperge sowie die Strebepfeiler, Maßwerkfenster und die Turmecken sind steinsichtig. Nördlich des Ostchors ist eine gotische, später barockisierte Sakristei mit Untergeschoss angebaut.
Im Süden ist ein großes verwittertes Sandsteinrelief aus der Zeit um 1400 mit einer Darstellung der Kreuzabnahme und der Grablegung Christi angebracht. An der Annakapelle finden sich außen Darstellungen des Schmerzensmanns als Konsolbüste aus dem ersten Drittel des 15. Jahrhunderts und der Kopf einer weiblichen Statue, vermutlich aus dem frühen 14. Jahrhundert.

### Inneres
Das dreischiffige, kurze Langhaus der Kirche besitzt eine hohe Obergadenwand, gedrungene Arkaden und wird durch den Hauptzugang an der südlichen Marktseite erschlossen. Der Ostchor und der Westchor zeigen den Fünfachtelschluss, der sich an das Langhaus unmittelbar anschließt. Die verschiedenen Raumabschnitte wie Querhaus und ein angedeutetes Vorchorjoch werden durch eine differenzierte Ausbildung der Pfeiler und der Wandvorlagen verdeutlicht, der ganze Innenraum ist mit Kreuzrippengewölben abgeschlossen.
In beiden Chören und im Querhaus sind künstlerisch wertvolle Glasfenster von Franz Xaver Zettler eingesetzt, die in den Jahren 1900 und 1904 gestiftet wurden. Im ersten und im dritten Joch auf der Nordseite sind gotische Glasgemälde fragmentarisch erhalten, darunter bemerkenswert ist das Noli-me-tangere-Fenster auf der Nordseite im Feld IV 2b.
In der südlichen Sebastianskapelle befindet sich ein gotisches Gewändestufenportal mit Figurenkonsolen und Baldachinen. Dazugehörige Zwickelreliefs aus der Mitte des 14. Jahrhunderts zeigen der Geburt Christi und die Darbringung im Tempel. Die Türflügel sind mit reichen Ornamenten aus dem ersten Drittel des 18. Jahrhunderts versehen. In dieser Kapelle ist eine gotische Pietà aus Stein erhalten. Ein teilweise abgearbeitetes Epitaph mit Darstellung der Stifter und Wappen stammt aus der Zeit um 1550.

## Ausstattung
Der Hochaltar von 1868 ist ein neugotischer Flügelaltar mit reichem Maßwerk und geschnitzten Reliefs, der 1978 wieder aufgestellt wurde. Er zeigt Darstellungen der Verkündigung und die Anbetung der Könige, die Predigt Johannes des Täufers und die Taufe Christi, auf den Rückseiten der Seitenflügel Tafelbilder mit der Geißelung und der Dornenkrönung Christi.
Hinter dem Hochaltar ist eine spätgotische Sakramentsnische aus der ersten Hälfte des 14. Jahrhunderts erhalten. Über dem südlichen Altar ist eine barocke Figurengruppe der Heiligen Florian, Sebastian und Wendelin aus der Zeit um 1730 zu finden, die aus der ehemaligen Sebastianskapelle, der heutigen Portalvorhalle stammt.
Die Renaissancekanzel aus Sandstein wurde 1526 geschaffen. In der nördlichen Annakapelle steht der Taufstein aus Granit aus dem Jahr 1492. An der Südwand ist ein Wappenstein aus dem Jahr 1529 und eine Konsolbüste zu finden. Weiter ist ein Ölbergrelief aus der Zeit um 1420 zu erwähnen.
Von den zahlreichen Grabdenkmälern sind ein Rotmarmorepitaph für den Pfarrer Georg Thumbacher († 1634) und ein Sandsteinepitaph des Andechser Benediktinerpaters Kaspar Ruepandus († 1631) mit Halbfigurenrelief zu erwähnen.

## Orgel

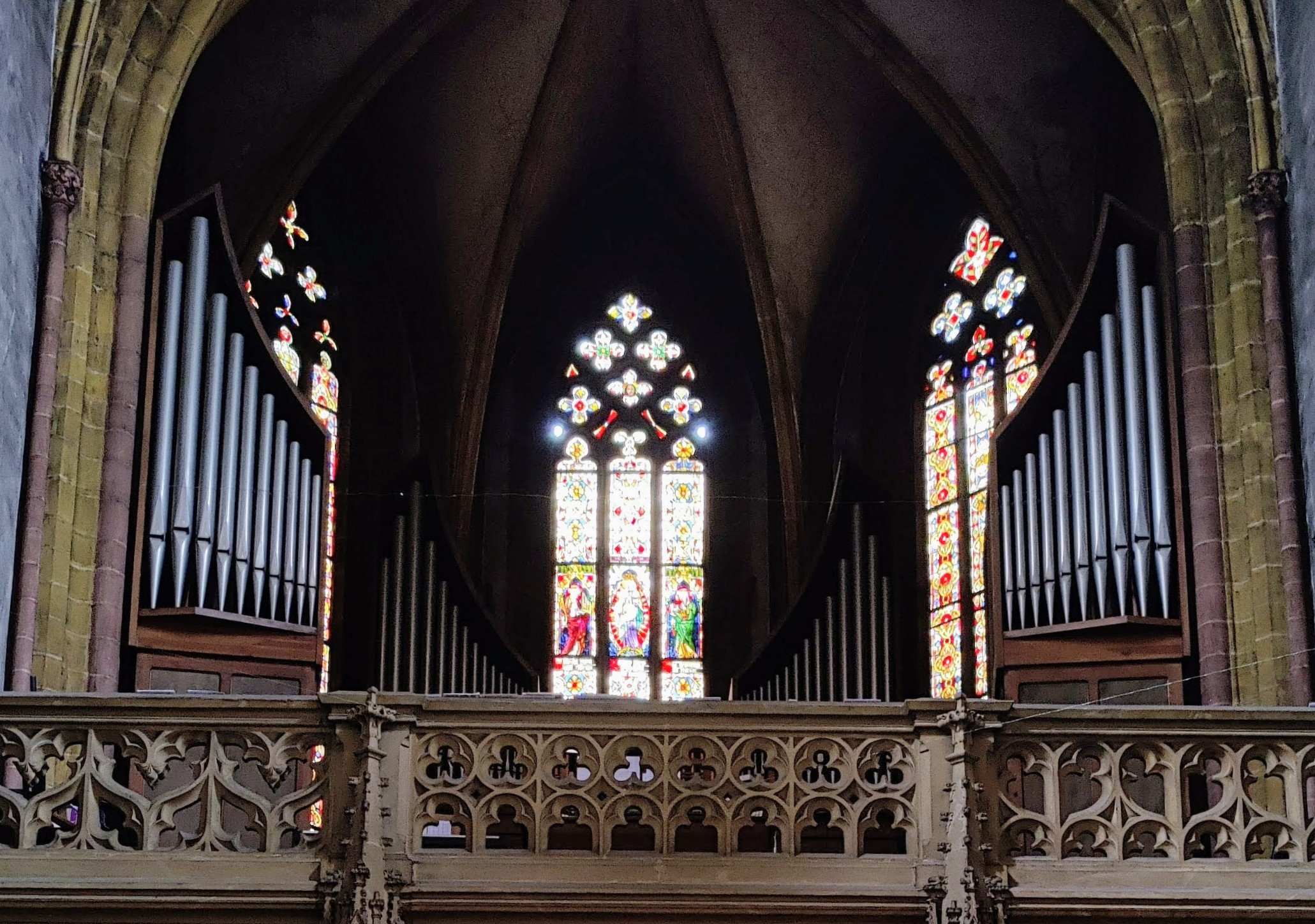
Nenninger-Orgel

Die Orgel ist ein Werk von Guido Nenninger aus dem Jahr 1979 mit 31 Registern auf drei Manualen und Pedal. Sie ersetzt ein Werk von Binder & Siemann von 1899. Die Disposition lautet:
| I Positiv      |       |
| Bleigedackt    | 8′    |
| Kupferflöte    | 4′    |
| Prinzipal      | 2′    |
| Nasat          | 1 ⁄3′ |
| Terzzimbel III | 1⁄3′  |
| Messingregal   | 4′    |
| Tremulant      |       |

| II Hauptwerk |       |
| Prinzipal    | 8′    |
| Holzflöte    | 8′    |
| Oktav        | 4′    |
| Rohrflöte    | 4′    |
| Schwiegel    | 2′    |
| Mixtur VI    | 1 ⁄3′ |
| Fagott       | 16′   |
| Trompete     | 8′    |

| III Schwellwerk  |              |
| Holzgedackt      | 8′           |
| Gedacktschwebung | 8′           |
| Prinzipal        | 4′           |
| Gambetta         | 4′           |
| Quinte           | 2 ⁄3′        |
| Nachthorn        | 2′           |
| Terzsept         | 1 3⁄5′+1 ⁄7′ |
| Larigot          | 1 ⁄3′+1′     |
| Scharff IV       | 1′           |
| Krummhorn        | 8′           |
| Clairon          | 4′           |
| Tremulant        |              |

| Pedal         |       |
| Subbaß        | 16′   |
| Oktavbaß      | 8′    |
| Gedackt       | 8′    |
| Choralbaß     | 4′    |
| Rauschwerk IV | 2 ⁄3′ |
| Posaune       | 16′   |

- Koppeln: I/II, III/II, III/I, I/P, II/P, III/P
- Spielhilfen: 2 freie Kombinationen, Tutti, Zungen ab, Pedalkombination, Crescendowalze, Walze ab
- Bemerkungen: Schleiflade, mechanische Spiel- und elektrische Registertraktur